# Marolles-en-Brie (Sena i Marne)
Marolles-en-Brie és un municipi francès, situat al departament de Sena i Marne i a la regió de Illa de França. L'any 2007 tenia 430 habitants.
Forma part del cantó de Coulommiers, del districte de Meaux i de la Comunitat de comunes del Pays de Coulommiers.

## Demografia

### Població
El 2007 la població de fet de Marolles-en-Brie era de 430 persones. Hi havia 143 famílies, de les quals 24 eren unipersonals (16 homes vivint sols i 8 dones vivint soles), 41 parelles sense fills, 74 parelles amb fills i 4 famílies monoparentals amb fills.
La població ha evolucionat segons el següent gràfic:
Habitants censats

### Habitatges
El 2007 hi havia 177 habitatges, 144 eren l'habitatge principal de la família, 20 eren segones residències i 13 estaven desocupats. 175 eren cases i 1 era un apartament. Dels 144 habitatges principals, 121 estaven ocupats pels seus propietaris, 20 estaven llogats i ocupats pels llogaters i 3 estaven cedits a títol gratuït; 2 tenien una cambra, 3 en tenien dues, 14 en tenien tres, 36 en tenien quatre i 88 en tenien cinc o més. 122 habitatges disposaven pel capbaix d'una plaça de pàrquing. A 46 habitatges hi havia un automòbil i a 92 n'hi havia dos o més.

### Piràmide de població
La piràmide de població per edats i sexe el 2009 era:
| Homes | Edats   | Dones |
| ----- | ------- | ----- |
| 0     | 95 o +  | 0     |
| 0     | 90 a 94 | 0     |
| 0     | 85 a 89 | 4     |
| 0     | 80 a 84 | 4     |
| 0     | 75 a 79 | 0     |
| 4     | 70 a 74 | 4     |
| 8     | 65 a 69 | 8     |
| 16    | 60 a 64 | 4     |
| 4     | 55 a 59 | 8     |
| 8     | 50 a 54 | 24    |
| 12    | 45 a 49 | 4     |
| 20    | 40 a 44 | 16    |
| 16    | 35 a 39 | 8     |
| 12    | 30 a 34 | 24    |
| 8     | 25 a 29 | 8     |
| 0     | 20 a 24 | 0     |
| 8     | 15 a 19 | 4     |
| 8     | 10 a 14 | 12    |
| 16    | 5 a 9   | 16    |
| 20    | 0 a 4   | 20    |

## Economia
El 2007 la població en edat de treballar era de 276 persones, 214 eren actives i 62 eren inactives. De les 214 persones actives 198 estaven ocupades (115 homes i 83 dones) i 15 estaven aturades (6 homes i 9 dones). De les 62 persones inactives 15 estaven jubilades, 30 estaven estudiant i 17 estaven classificades com a «altres inactius».

### Ingressos
El 2009 a Marolles-en-Brie hi havia 139 unitats fiscals que integraven 428 persones, la mediana anual d'ingressos fiscals per persona era de 20.781 €.

### Activitats econòmiques
Dels 9 establiments que hi havia el 2007, 2 eren d'empreses de fabricació d'altres productes industrials, 3 d'empreses de comerç i reparació d'automòbils, 1 d'una empresa financera, 1 d'una empresa immobiliària, 1 d'una empresa de serveis i 1 d'una entitat de l'administració pública.
Dels 2 establiments de servei als particulars que hi havia el 2009, 1 era un taller de reparació d'automòbils i de material agrícola i 1 agència immobiliària.
L'any 2000 a Marolles-en-Brie hi havia 10 explotacions agrícoles que ocupaven un total de 860 hectàrees.

## Equipaments sanitaris i escolars
El 2009 hi havia una escola elemental integrada dins d'un grup escolar amb les comunes properes formant una escola dispersa.

## Poblacions més properes
El següent diagrama mostra les poblacions més properes.